# マアラアラ・モ・カヤ
『マアラアラ・モ・カヤ』(タガログ語: Maalaala Mo Kaya）は、ABS-CBNが放送するフィリピンのテレビドラマ・アンソロジー番組である。チャロ・サントス・コンシオ主催。1991年5月15日に初演され、フィリピンのテレビと世界で最も長く続いているドラマ・アンソロジーになった。